# TABC-79
La serie de vehículos de combate anfíbios TAB (Rumano: Transportor Amfibiu Blindat, o transporte blindado anfibio de personal), son la copia bajo licencia de los modelos BTR rusos hechos bajo licencia durante el periodo de la Rumania socialista, entre los años 1959 a 1989. Por muchos años la firma de maestranzas rumana ROMARM, previamente denominada RATMIL Regie Automoma, que fabricó versiones altamente modificadas del APC ruso BTR-70 (8 × 8) bajo licencia. En el Ejército de Rumania la designación oficial de este APC era TABC-79 (Transportor amfibiu blindat pentru cercetare), que se construyó usando diversos componentes de los utilizados en el TAB-77, enfocándose en una versión para la Policía Militar de Rumania, y como vehículo de patrullaje y apoyo a la infantería; este difiere de su contraparte de Rusia, el BTR-70 en una cantidad de áreas y en su aspecto exterior general. La producción del TABC-79 está completa y ya no es comercializado por la nueva compañía ROMARM.

## Historia
Ante el requerimiento de un vehículo de vigilancia y observación de avanzada, la firma RATMIL ofrece una versión experimental y altamente modificada del BTR-70 ruso, de transmisión 4x4; y equipada con equipos de radiocomunicaciones y defensa ABQ básicos, que le permitieran al regimiento de combate disponer de información para su avance en el territorio enemigo.
Su rara configuración, un blindaje por demás pesado en comparación de blindados similares como el M8 Greyhound estadounidense, al EE-3 Jararaca, y al BRDM ruso; pero con un pobre armamento en comparación con sus contrapartes occidentales y similares.
Pero en posteriores análisis del alto mando rumano se encontró que el chasis de este TPB podría montar diversos aparejos y monturas de armas diferentes a las de su concepción inicial, surgiendo luego variantes con afustes para misiles tierra-aire S-200 Angara/Vega/Dubna o afustes Tor-M1 o montajes de baterías antiaéreas Tunguska M1, radares y sistemas de comunicación, así como puestos de comando móviles para el control y coordinación de operaciones de avance.
Su primera aparición en público se hizo en 1982, durante una parada militar, junto al TAB-77; del que hereda grandes características de su diseño y partes.
Sólo se sabe que el Ejército de Rumania opera al menos 450 de estos vehículos en todas sus variantes, y se ha especulado por parte de varios analistas occidentales que las IDF lo habrían obtenido con propósitos de estudio de sus capacidades, sin ordenar ejemplares adicionales para su uso.

## Características
El TABC-79 se desarrolló con el propósito de cumplir los requerimientos del Ejército rumano. Este usa un sinfín de partes construidas por la industria automotiva local, que en gran parte eran hechos para el TAB-77 (una versión local del BTR 70 ruso, de transmisión 8x8). Se sabe que Rumania es el único operador en la actualidad del TABC-79.
El blindaje de este TPB provee protección frente a las armas convencionales de la infantería, como los disparos de rifles de asalto de calibre regular; fuego de cargas de artillería especiales y minas terrestres. El TABC-79 está completamente protegido para entornos de combate con sistemas de detección y protección ABQ estándares del mismo usado en el BTR-70, manufacturados bajo licencia en Rumania.

### Armamento
El TABC-79 está armado con una KPV de 14,5 mm montada en un afuste de semitorreta, y coaxial a esta una ametralladora PKT de 7,62 mm hecha bajo licencia. La torreta del TABC-79 es la misma que se ha montado previamente en algunos blindados del Ejército de Rumania, incluido el TAB-77; y derivada de la usada en el BMP-1 ruso.
El vehículo tiene una tripulación de tres ocupantes de dirección (conductor, comandante y artillero), y puede embarcar a 4 soldados y/o artilleros. Los ocupantes entran y dejan el TPB a través de las portezuelas triangulares en cada lado del casco, o en las dos cubiertas de la parte posterior del casco, o a través de compuertas abatibles en el techo del blindado.

### Motorización y propulsión
El TABC-79 es propulsado por un par de motores diésel798.05N2 turbocargados, que despliegan unos 154 hp de potencia. El vehículo; como el TAB-77, es totalmente anfibio sin preparación previa a su inmersión y es propulsado en el agua por una única turbina tipo acuajet.

## Variantes
- TAB-C recce

- AM 425 APC

- TAB-79A POMA Puesto móvil de observación de artillería.

- TAB-79AR portamortero.

- TAB RCH-84

- TCG-80

- Sistema móvil de misiles SAM

## Usuarios
- Rumania

430 unidades, en diferentes variantes.
- Israel

Cantidades desconocidas.